# Ctenomys dorsalis
Ctenomys dorsalis är en däggdjursart som beskrevs av Thomas 1900. Ctenomys dorsalis ingår i släktet kamråttor och familjen buskråttor. IUCN kategoriserar arten globalt som otillräckligt studerad. Inga underarter finns listade i Catalogue of Life.
Denna gnagare är bara känd från en enda individ som hittades i slättlandet Gran Chaco i norra Paraguay. Arten gräver underjordiska bon och blandar så det översta jordlagret med lövskiktet.